# Sei Nazioni femminile 2011
Il Sei Nazioni Femminile 2011, conosciuto come RBS 6 Nazioni Femminile 2011 perché lo sponsor ufficiale era la Royal Bank of Scotland, fu la decima edizione del Sei Nazioni femminile, un torneo annuale di rugby a 15 disputato da sei squadre europee: Francia, Galles, Inghilterra, Irlanda, Italia e Scozia.
Il torneo si svolse tra il 4 febbraio e il 20 marzo 2011, nello stesso periodo di quello maschile, secondo un calendario di cinque giornate in cui ogni squadra affrontava tutte le altre. Le tre squadre che ebbero il vantaggio  di giocare in casa una partita in più furono l'Inghilterra, l'Italia e la Scozia.

## Calendario

### 1ª giornata
| Arbitro: | Claire Hodnett |

|                                                                                   |      |            |
| 3' sulla spinta, 6', 17', 28', 55' e 72' Poublan, 10' e 76' Aguerre, 40' Fourcade | mt   |            |
| 17' e 28' Agricole, 55' e 76' Cazenave                                            | tr   |            |
|                                                                                   | c.p. | 13' Collie |

| Arbitro: | Joyce Henry |

|             |      |                                                         |
| 28' Severin | mt   | 40' Kavanagh, 54' Bourke, 68' Malloy, 76' Mairead Kelly |
|             | c.p. | 34' e 43' Briggs                                        |

| Arbitro: | Mark Patton |

|  |    |                                         |
|  | mt | 11' Matthews, 39' tecnica, 48' Waterman |
|  | tr | 39' e 48' McLean                        |

### 2ª giornata
| Arbitro: | Federica Guerzoni |

|                         |      |                             |
| Kavanagh 19’ Briggs 75’ | mt   | 62’ Chobet                  |
| Briggs 75’              | tr   |                             |
|                         | c.p. | 6’, 17’ Agricole 72’ Bailon |

| Arbitro: | Mhairi Hay |

| |      |                 |
| Alphonsi 8’ Fisher 25’, 80’ Waterman 29’, 59’ Scarratt 34’ Merchant 38’, 44’ Burnfield 40’ Mason 48’ Roberts 66’ | mt   | 52’ Castellarin |
| McLean 29’, 34’, 38’, 48’, 80’                                                                                   | tr   |                 |
| McLean 14’ | c.p. |                 |

| Arbitro: | Sylvie Bros |

|                         |      |                                                       |
| 61' Balmer, 73' Wheeler | mt   | 27', 37' e 39' Evans, 47' James, 56' Murray, 77' Lake |
| 61' Collie              | tr   | 39' Young                                             |
|                         | c.p. | 12', 21' e 36' Young                                  |

### 3ª giornata
| Arbitro: | Clare Daniels |

|            |    |                                        |
| 15' Harris | mt | 6' e 74' Cantwell, 57' Rea, 66' Briggs |
|            | tr | 74' Briggs                             |

| Arbitro: | Wayne Davies |

|                         |    |              |
| 72' Garnett, 80' McLean | mt |              |
| 40' e 49' McLean        | tr | 27' Agricole |

| Arbitro: | Alan Campbell |

|                          |      |           |
| 10' Veronese, 40' Cioffi | mt   | 50' Lake  |
| 40' Veronica Schiavon    | tr   | 39' Young |
|                          | c.p. | 6' Young  |

### 4ª giornata
| Arbitro: | Nicky Inwood |

|                      |      |                          |
| Zangirolami, Severin | mt   | Agricole, Canal, Poublan |
| Veronica Schiavon 2  | tr   | Agricole, Casenave 2     |
| Veronica Schiavon 2  | c.p. | Agricole 2               |

| Arbitro: | Federica Guerzoni |

|                |      |          |
| Evans, Taviner | mt   | Bourke 2 |
| Young          | tr   | Briggs 2 |
| Young          | c.p. |          |

| Arbitro: | Dana Teagarden |

| |    |  |
| 2' e 35' Merchant, 6' Matthews, 12' e 49' Scarratt, 15' Essex, 32' e 51' Clarke, 39' e 41' Fisher', 55' e 72' Alphonsi, 67' McLean, 75' e 79' Waterman | mt |  |
| 13', 33', 40', 42', 52', 72' e 79' McLean | tr |  |

### 5ª giornata
| Arbitro: | Sarah Corrigan |

|  |    |                                          |
|  | mt | McLean, Hunter, Clark, Hemming, Alphonsi |
|  | tr | McLean 3                                 |

| Arbitro: | Claire Daniels |

|                            |    |  |
| Aguerre, Fourcade, tecnica | mt |  |

| Arbitro: | Nicky Inwood |

|  |      |                                           |
|  | mt   | 39’ Este 42’ Furlan 73’ Veronica Schiavon |
|  | tr   | 39’ Veronica Schiavon                     |
|  | c.p. | 19’, 30’, 33’ Veronica Schiavon           |

## Classifica
| Pos | Squadra     | G | V | N | P | PF  | PS  | DP   | Pt |
| --- | ----------- | - | - | - | - | --- | --- | ---- | -- |
| 1   | Inghilterra | 5 | 5 | 0 | 0 | 223 | 8   | +215 | 10 |
| 2   | Francia     | 5 | 4 | 0 | 1 | 113 | 51  | +62  | 8  |
| 3   | Irlanda     | 5 | 2 | 0 | 3 | 74  | 70  | +4   | 4  |
| 4   | Galles      | 5 | 2 | 0 | 3 | 64  | 72  | −8   | 4  |
| 5   | Italia      | 5 | 2 | 0 | 3 | 68  | 130 | −62  | 4  |
| 6   | Scozia      | 5 | 0 | 0 | 5 | 20  | 231 | −211 | 0  |